# مولد عنفي

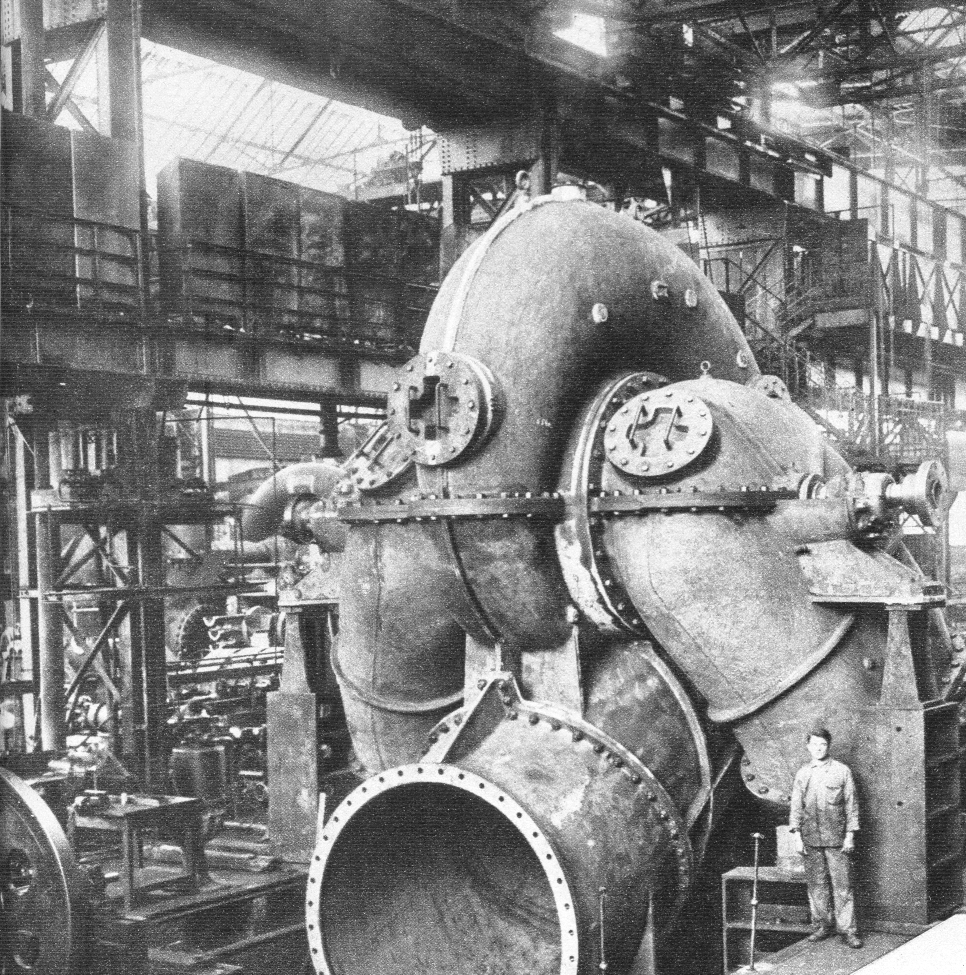
بناء مولد عنفي مائي لشركة غانز في بودابست في عام 1886

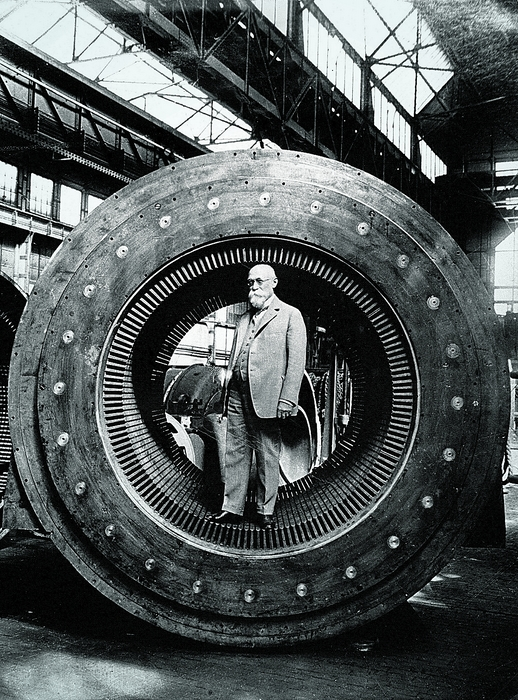
مولد عنفي في عام 1904

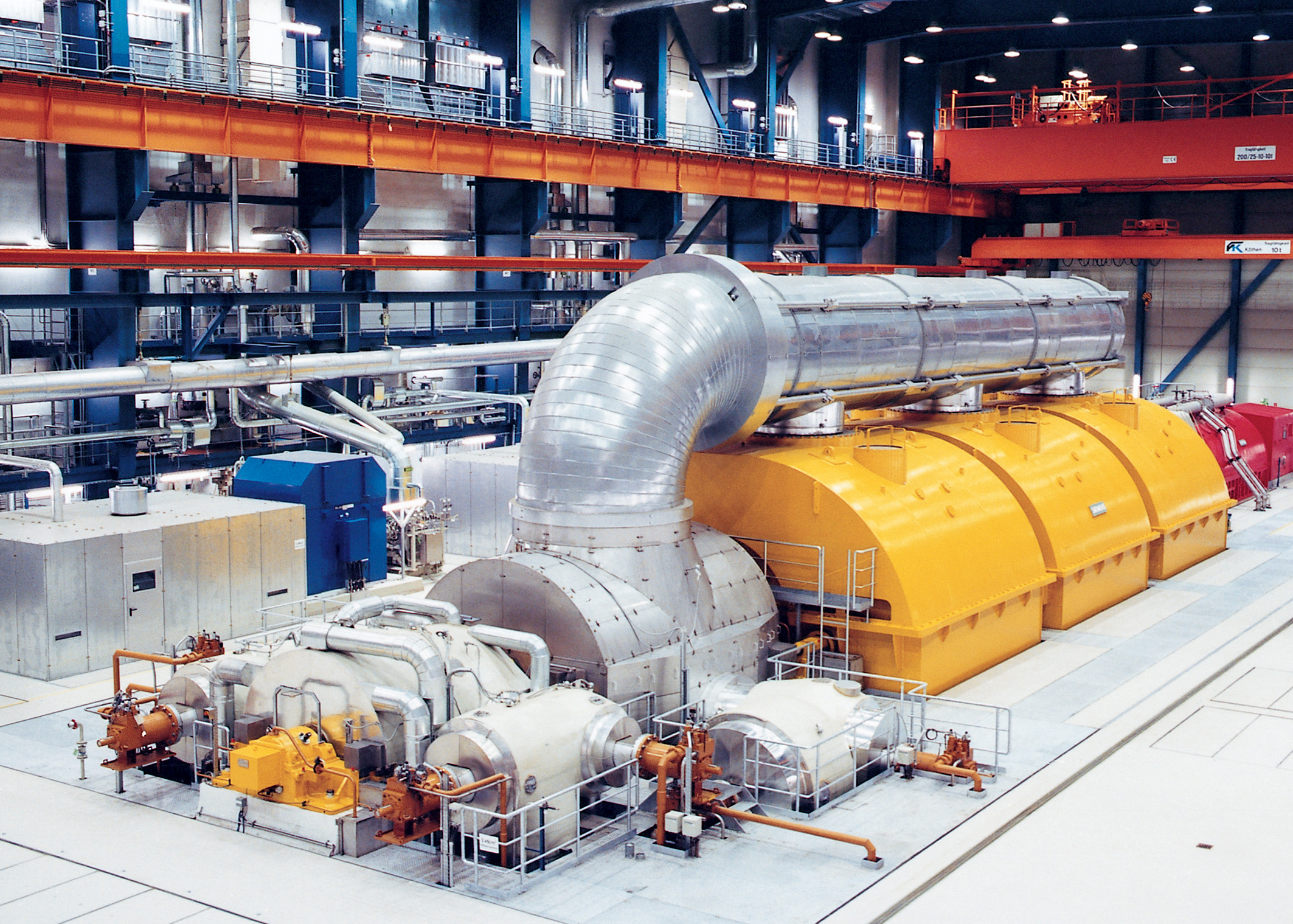
مولد عنفي لمحطة توليد الطاقة

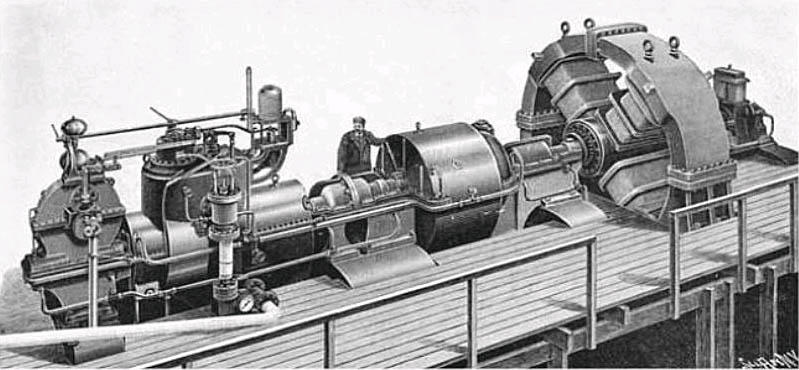
أول مولد عنفي بقوة 1 ميجاوات تم تثبيته في مصنع في إلبرفيلد بألمانيا

المُوَلِّد العَنَفِيّ (بالإنجليزية: Turbo generator)‏ هو مزيج من العَنَفَات المتصلة مباشرةً بمولدٍ كهربائيٍ لتوليد الطاقة الكهربائية.

## المولدات العَنَفية الكبيرة
توفر المولدات العَنَفية الكبيرة والتي تعمل بالبخار غالبية الكهرباء في العالم وتستخدمها أيضا سفن عنفية تعمل بالبخار.

## المولدات العَنَفية الصغيرة
غالبا ما تستخدم المولدات العَنَفية الصغيرة المزودة بعنفات غاز كوحدات طاقة مساعدة.

## المولدات العَنَفية بواسطة الديزل
تعتبر مولدات الديزل هي الأحمال الأساسية وعادة ما تكون مفضلة لأنها توفر كفاءة أفضل للوقود ولكن من ناحية أخرى تتميز مولدات الديزل بكثافة أقل للطاقة وبالتالي تتطلب مساحة أكبر.

## المولدات العَنَفية الغازية
يمكن تعزيز كفاءة محطات العنفات الغازية الكبيرة باستخدام دورة مشتركة بحيث يتم استخدام غازات العادم الساخنة لتوليد البخار الذي يدفع مولد توربو آخر.